# 篠田佳歩
篠田 佳歩（しのだ かほ）は、日本の女性声優。現在はフリーで活動中。

## 人物
専門学校デジタルアーツ東京（アニメ声優学科）出身。幼稚園生の頃、『おジャ魔女どれみ』を見て、魔法使いになりたいと先生に告げたところ、声優になることを勧められたのが契機。小学校2年から、高校卒業後までバスケットボールをしていた（その影響もあり、『スラムダンク』は愛読書）。専門学校時代から現在に至るまで、声優アイドルグループ『西池学園NIG』に所属。赤色担当。専門学校2年の頃はリーダーを務めた。

## 出演
太字はメインキャラクター。

### ゲーム
2016年
- MONOTO-SITUATION（女子自治会員C[2]）

2022年
- サイバーハニー〜戦う乙女たち！〜（レオナ・レイジ）-2023

### Webアニメ
2016年
- 君はメガネの向こう側（女子生徒B[3]）

2017年
- Little Magicians（イリシャ[4]）

2022年
- 新ニッポンヒストリー（孫悟空）

### インターネット放送
- 「えぬらじ」第1回[5]、第４回[6]

### ラジオ
2021年
- 朗読劇ラジオドラマ「Friends 血貴婁と拝奴」

### テレビ番組
- 「としまワイど」(2016年11月[7]、としまテレビ（CATV））
- アニュ研!第13[8]、14[9]、15[10]、16[11]回（ピヨッコ教室研究生として出演）（2017年10月、TOKYO MX2）

### 参加ライブ
- 『西池学園NIG』のメンバーとして、東京、埼玉、神奈川などでの屋内外のライブに多数出演。脚注

1. ↑  “卒業生からのメッセージ”. 2018年8月7日閲覧。
2. ↑  “CAST&STAFF”. 2017年9月26日閲覧。
3. ↑  “アニメ学科12期生卒業制作「君はメガネの向こう側」”. 2017年9月26日閲覧。
4. ↑  “アニメ学科13期生卒業制作「Little Magicians」”. 2017年9月26日閲覧。
5. ↑  “学園アイドル「ＮＩＧ」のラジオ『エヌラジ！』１”. 2017年9月27日閲覧。
6. ↑  “学園アイドル「ＮＩＧ」のラジオ『エヌラジ！』４”. 2017年11月7日閲覧。
7. ↑  “としまテレビで学園祭告知！”. 2017年9月27日閲覧。
8. ↑  “TOKYO MX番組表”. 2017年10月9日閲覧。
9. ↑  “TOKYO MX番組表”. 2017年10月9日閲覧。
10. ↑  “TOKYO MX番組表”. 2017年10月12日閲覧。
11. ↑  “TOKYO MX番組表”. 2017年10月18日閲覧。